# José Napoleón Sosa
José Napoleón Sosa fue un funcionario y político argentino, estrecho colaborador del gobernador Juan Agustín Ortiz Estrada, quien le delegó el mando de la Provincia de San Luis para ausentarse para una  "Visita de Campaña" en el interior.
Gobernó desde el 1 de febrero de 1871 hasta el 20 de agosto de 1871. Su carácter pacífico y fiel sirviente a su predecesor dio como contingencia con la continuación de la política de Ortiz.
Se realizaron obras de importancia sobre todo en la ciudad de San Luis, como el reacondicionamiento de las calles y restructuración de la ciudad. Se continuaron con las obras impuestas por Ortiz. Se inauguraron canales para riego y un mercado central donde se ubica actualmente el "Paseo del Padre", a inmediaciones de la Plaza Pringles.
El 28 de febrero de 1871 le informa a Ortiz Estrada sobre un germen de inmoralidad sembrado por los encargados de percibir los impuestos de la administración anterior. Tampoco dejaba de tomar importancia sobre los rumores sobre una inesperada rebelión de Felipe Saá, que había cruzado desde Chile. Este hecho tuvo como consecuencia el adelanto del regreso de campaña del gobernador propietario.
Napoleón Sosa tuvo varios cargos en la administración pública puntana, trabajando con rectitud y elocuencia, marcando un antes y un después de sus trabajos.